# Коке (деревня)
Ко́ке (эст. Koke), ранее также Ко́ккекюля и Ко́кекюла (эст. Kokeküla) — деревня в волости Кастре уезда Тартумаа, Эстония. До административной реформы местных самоуправлений Эстонии 2017 года входила в состав волости Хааслава.

## География и описание
Деревня расположена в 8,5 километрах к юго-востоку от уездного центра — города Тарту — и в 3 километрах к востоку от волостного центра — деревни Курепалу. Высота над уровнем моря — 62 метра.
Климат умеренный. Официальный язык — эстонский. Почтовый индекс — 62111.

## Население
По данным переписи населения 2021 года, в Коке насчитывалось 53 жителя, из них 48 (90,6 %) — эстонцы.
По данным переписи населения 2011 года, в деревне проживали 70 человек, из них 64 (91,4 %) — эстонцы.
Численность населения деревни Коке по данным Департамента статистики:
| Год  | 2000 | 2011 | 2017 | 2018 | 2019 | 2020 | 2021 |
| ---- | ---- | ---- | ---- | ---- | ---- | ---- | ---- |
| Чел. | 73   | ↘ 70 | ↗ 87 | ↗ 88 | ↘ 78 | ↗ 79 | ↘ 53 |

## История
В письменных источниках 1550 года упоминается Kokemoise, 1627 года — Koyki Moysa, 1731 года — Kokka Moisa (деревня), 1740 года — Kokkemoisa, 1744 года — Kockamoise, Kokko Moisa, 1795 года — Kokeküll, 1796 года — Kokkemois (деревня).

## Достопримечательности
Представляет интерес расположенное на территории деревни древнее место жертвоприношения Кийгеору Хийесалу (эст. Kiigeoru Hiiesalu).